# Ахамб
Ахамб - це невеликий острів в архіпелазі Нові Гебриди (Вануату). Знаходиться недалеко від південного берега Малекули. Згідно перепису 2009 року, на острові мешкає 646 людей.